# Сквер Богдана Хмельницького (Черкаси)
Сквер імені Богда́на Хмельни́цького — парк-пам'ятка садово-паркового мистецтва місцевого значення. Міський сквер у центральній частині міста Черкаси, між вулицями Байди Вишневецького, Парковим узвозом та Замковим узвозом.
Площа 1,6 га. Статус надано 1972 року (як «Парк ім. Б. Хмельницького»). Перебуває у віданні Дирекції парків Черкаського міськвиконкому.

## Загальні дані
Розташований на одному з пагорбів, який називають Замковою горою і на якому стояв Черкаський замок. Сквер облаштований пішохідними доріжками, є освітлення і паркові лавки. При вході до скверу міститься стела з зображенням Богдана Хмельницького (Пам'ятний знак на честь 325-річчя возз'єднання України з Росією). У центрі розташований пам'ятник Івану Підкові. Неподалік від пам'ятника — ресторан «Чайка».

## Галерея

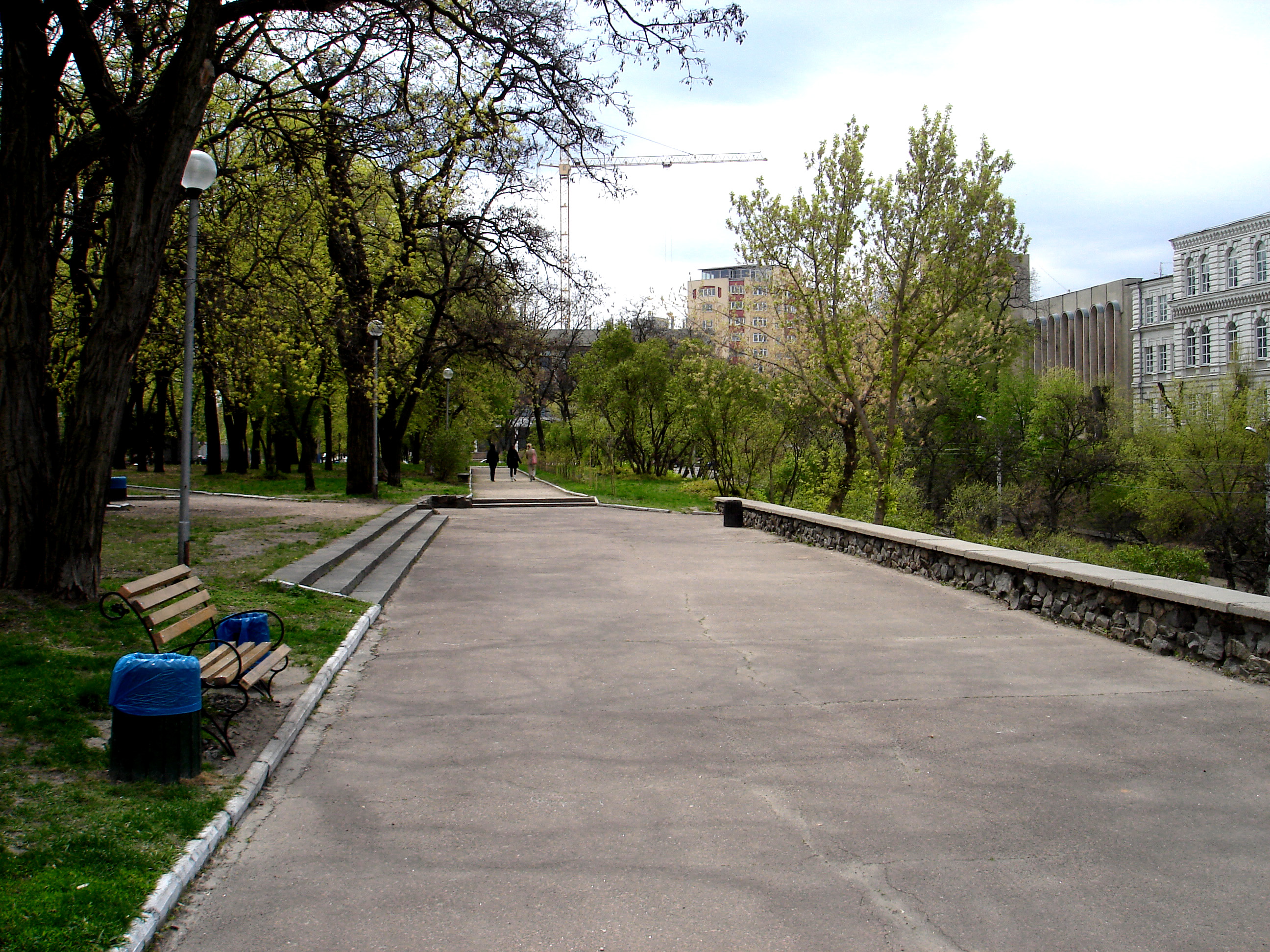
Одна з алей
Пам'ятник Івану Підкові
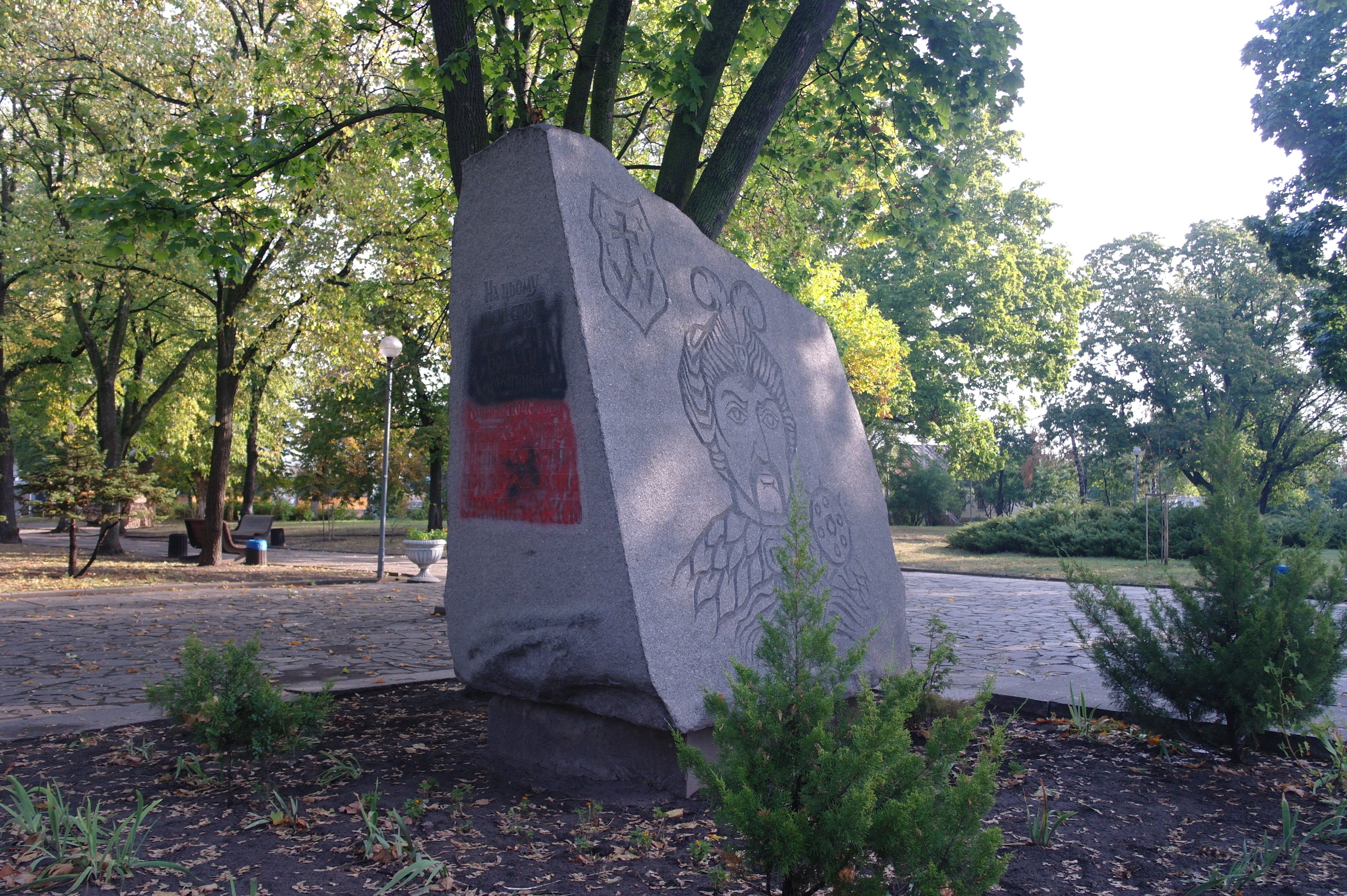
Пам'ятний знак Богдану Хмельницькому
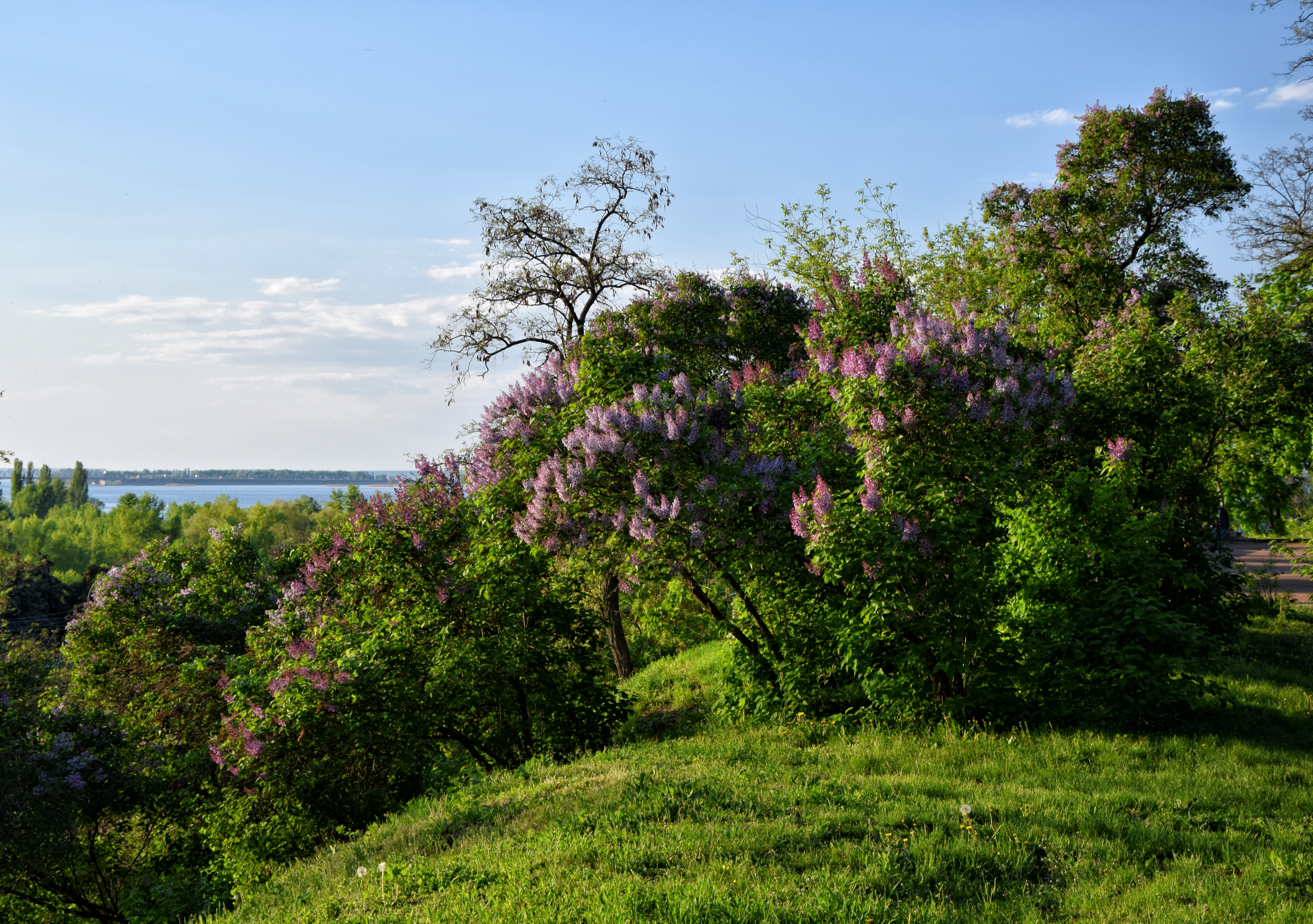
Кущі бузку
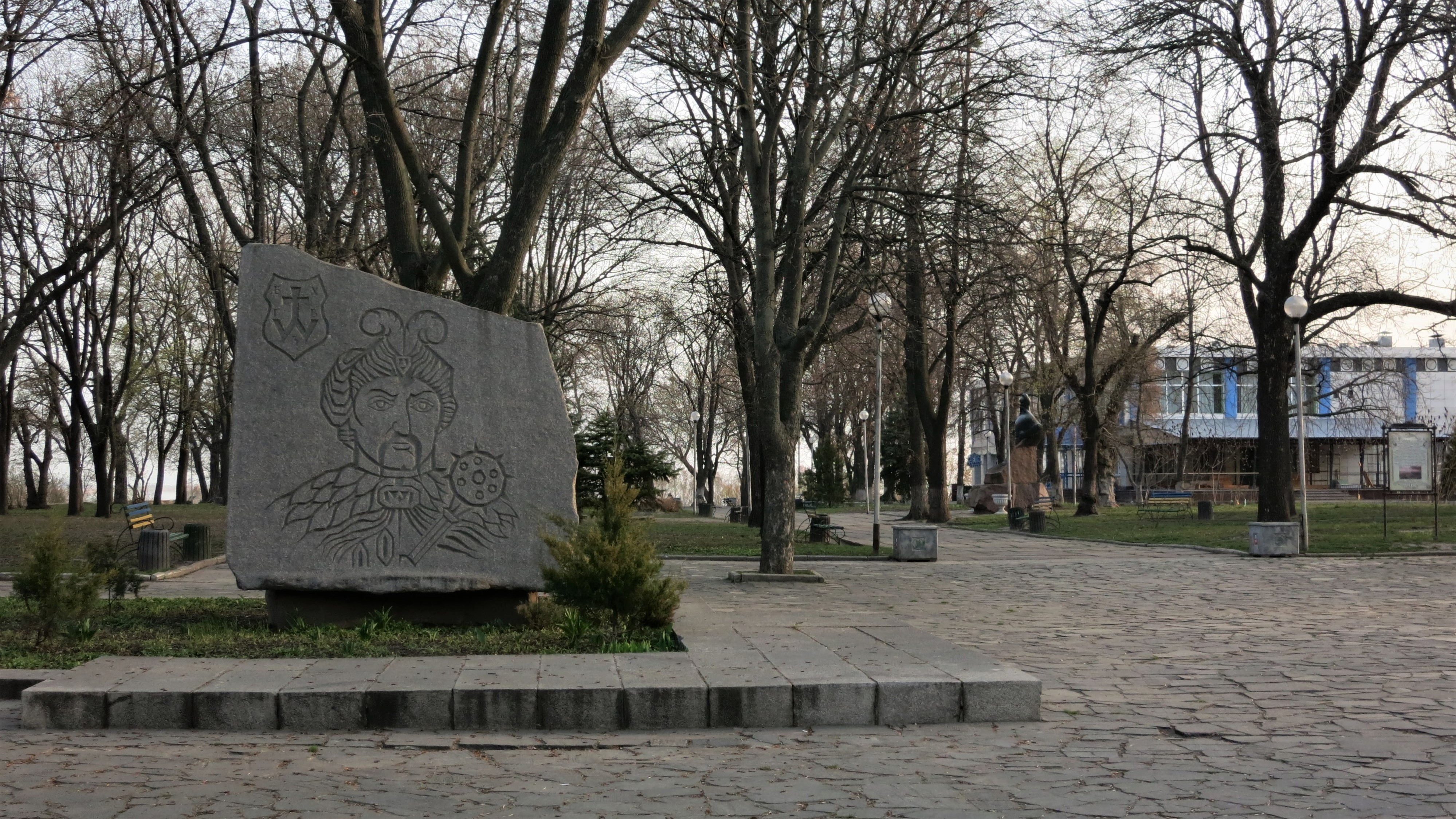
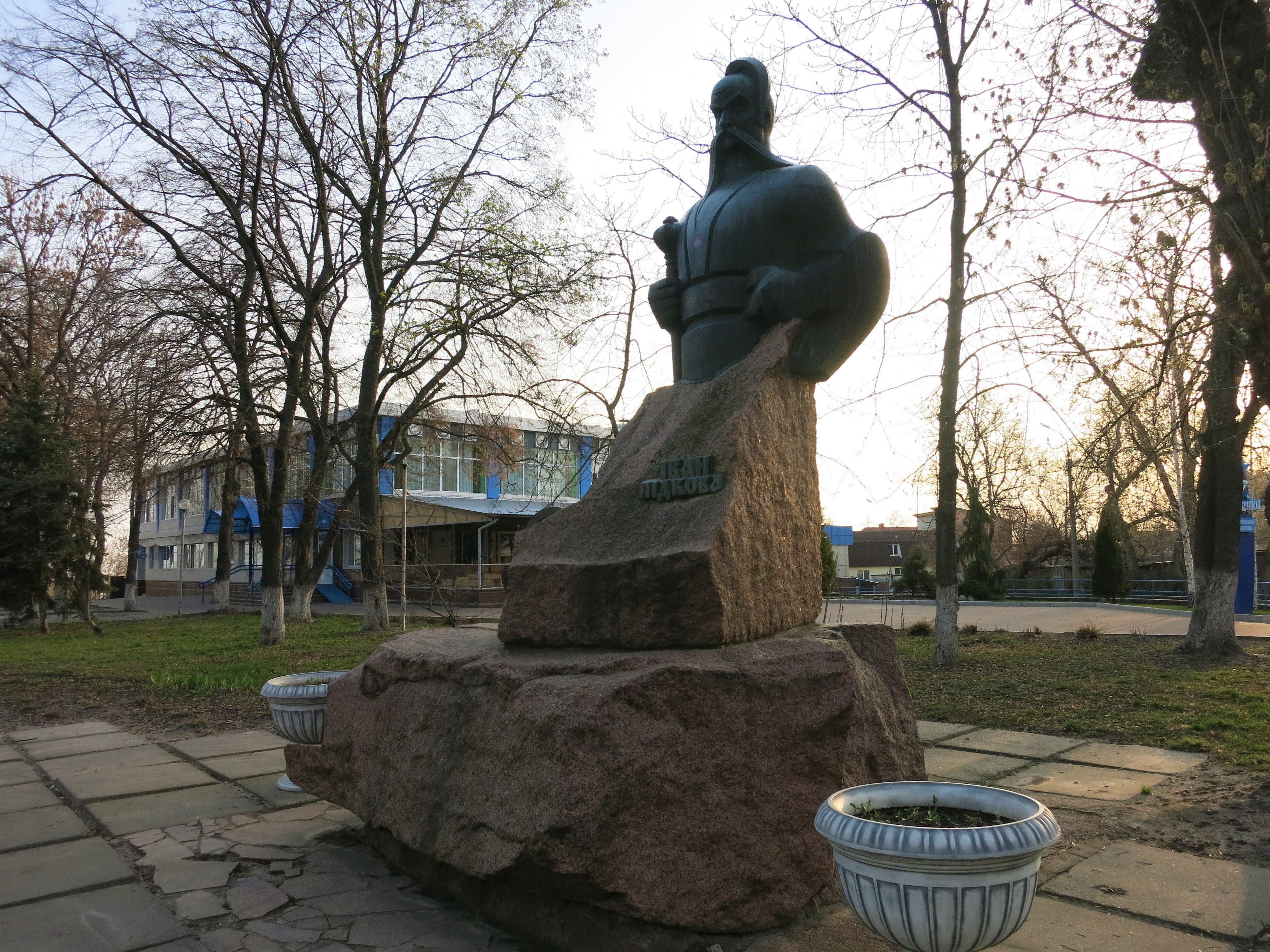